# Zodiac Entertainment
Zodiac Entertainment – amerykańskie przedsiębiorstwo założone w Studio City w Kalifornii w 1989 roku przez brytyjską firmę Central Television Pic. jako producent telewizyjnych seriali animowanych dla dzieci. Pierwszym serialem był Widget (1990), a następnym Pan Boguś (1991). 
Widget (1990), Pan Boguś (1991) i Twinkle - przybysz z Krainy Marzeń (1993) to trzy główne seriale animowane firmy Zodiac. Każdy z bohaterów był oryginalnym pomysłem opracowanym przez firmę Zodiac. Założycielami firmy byli Peter Keefe i Brian Lacey.

## Seriale animowane
- 1990: Widget
- 1991: Pan Boguś
- 1993: Twinkle - przybysz z Krainy Marzeń